# John Mayer
John Clayton Mayer  (n. 16 octombrie 1977, Bridgeport, Connecticut, SUA) este un cântăreț de muzică pop și blues rock, compozitor și producător muzical american. Născut în Bridgeport, Connecticut și crescut în Fairfield, Connecticut, a urmat cursurile Colegiului de Muzică Berklee din Boston. S-a mutat în Atlanta în 1997, unde și-a rafinat talentul și a câștigat un grup de admiratori, iar acum locuiește într-un orășel din Montana. Primele sale două albume de studio, Room for Squares și Heavier Things au avut succes comercial, câștigând multiple discuri de platină. În 2003, el a câștigat premiul Grammy „Cea Mai Bună Interpretare Vocală A Unui Artist Pop Masculin” pentru melodia „Your Body Is a Wonderland”.
Mayer și-a început cariera cântând în principal acoustic rock, dar a început treptat o tranziție spre genul de muzică blues în anul 2005, colaborând cu renumiți artiști blues precum B.B. King, Buddy Guy și Eric Clapton, formând, de asemenea, și trupa John Mayer Trio. Această influență de blues se poate remarca pe întregul album live din 2005, Try!, lansat cu John Mayer Trio, dar și pe cel de-al treilea album de studio al său, Continuum, lansat în septembrie 2006. La cea de-a 49-a Gală Anuală a Premiilor Grammy din 2007, John Mayer a câștigat premiul „Cel Mai Bun Album Pop Vocal” pentru albumul „Continuum” și premiul „Cea Mai Bună Interpretare Vocală Masculină” pentru melodia „Waiting on the World to Change”. Și-a lansat cel de-al patrulea album de studio, Battle Studies, în noiembrie 2009 și pe cel de-al cincilea, Born and Raised, pe data de 22 mai 2012. A vândut peste 10 milioane de albume în S.U.A. și peste 20 de milioane de albume în întreaga lume.

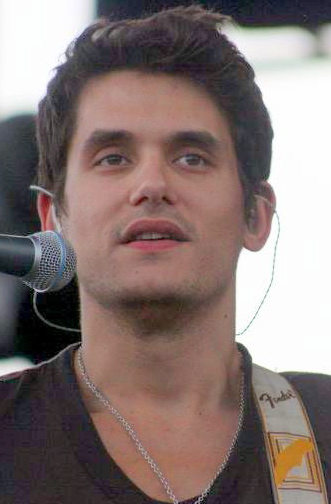
Mayer în concert (Commerce City, 2008)

## Copilărie
John Clayton Mayer s-a născut pe data de 16 octombrie 1977 în Bridgeport, Connecticut, mama sa, Margaret, fiind o profesoară de limba engleză, iar tatăl său, Richard, director la un liceu. A crescut în Fairfield, Connecticut, fiind al doilea dintre cei trei copii. Tatăl său este evreu, Mayer spunând că „se simte legat de iudaism”. A absolvit Liceul Fairfield deși el a fost înscris la Centrul pentru Studii Mondiale la Liceul Brien McMahon din Norwalk, Connecticut, pentru anul al treilea al ciclului liceal (cunoscut atunci ca Centrul pentru Studii de Japoneză în Străinătate, un program ce atrăgea studenții doritori să învețe japoneza).
După ce a urmărit priceperea la chitară a lui Michael J. Fox în rolul lui Marty McFly din seria de filme „Înapoi în viitor”, John a devenit fascinat de către acest instrument, iar când a împlinit 13 ani, tatăl său a închiriat una pentru el. Un vecin i-a dat o casetă cu Stevie Ray Vaughan, care i-a cultivat lui Mayer dragostea pentru muzica blues. Mayer a început să ia lecții de chitară de la proprietarul unui magazin de chitare local, Al Ferrante, curând devenind complet dedicat acestui instrument. Fiind singura sa preocupare, acest lucru i-a îngrijorat pe părinții săi, ducându-l de două ori la un psihiatru, însă Mayer nu avea absolut nimic. Mayer spune că natura conflictuală a căsătoriei dintre părinții săi l-au determinat „să dispară și să-și creeze propria lume în care putea crede”. După doi ani de practică, el a început să cânte în diverse baruri din zonă, în timpul liceului. În plus, era un membru al unei formații numite Villanova Junction (după un cântec al lui Jimi Hendrix), împreună cu Tim Procaccini, Joe Beleznay și Rich Wolf. Mayer a luat în calcul varianta de a renunța la liceu pentru a se ocupa numai de muzica sa, însă părinții săi l-au convins să nu facă aceasta.
Când Mayer avea 17 ani, a fost diagnosticat cu tulburări cardiace de ritm și a fost spitalizat pentru un week-end. Reflectând asupra acelui incident, Mayer a afirmat: „Acela a fost momentul când compozitorul din mine a născut” și a scris primele sale versuri în noaptea când s-a întors acasă de la spital. La scurt timp, a început să sufere de atacuri de panică, trăind cu teama că ar putea fi internat într-o instituție de boli mintale. Continuă să își controleze aceste atacuri folosind Xanax, un medicament împotriva anxietății. După absolvire, a lucrat timp de 15 luni la o benzinărie, până când a reușit să strângă suficienți bani pentru a-și cumpăra o chitară Stratocaster din 1996 semnată Stevie Ray Vaughan.

## Carieră

#### Început de carieră
Mayer s-a înscris la Colegiul de Muzică Berklee din Boston, Massachusetts, la vârsta de 19 ani. Cu toate acestea, la îndemnul prietenului său, Clay Cook (originar din Atlanta, Georgia), a părăsit școala după două semestre și s-a mutat cu Clay în Atlanta. Acolo au format un duet numit LoFi Masters și au început să cânte în cafenele locale și cluburi precum Eddie's Attic. Conform lui Cook, ei au început să aibă păreri diferite în privința stilului muzical, datorită dorinței lui Mayer de a experimenta mai multă muzică pop. Ca și rezultat, duetul s-a destrămat, Mayer continuându-și cariera solo.
Cu ajutorul unui inginer și producător local, Glenn Matullo, John a înregistrat independent EP-ul Inside Wants Out. Cook scrisese împreună cu John unele melodii, printre care și primul single lansat de Mayer, „No Such Thing”. EP-ul conține opt melodii cu vocea și chitara lui John Mayer. Totuși, singura contribuție a lui Cook a fost backing vocals-ul pentru melodia „Comfortable”. Pentru melodia de început „Back To You”, o întreagă trupă a contribuit, printre care și co-producătorul David „DeLa” LaBruyere la chitară bas. Mayer și LaBruyere au început atunci să cânte prin întreaga Georgia și în statele apropiate.

#### Contractul cu o casă de discuri importantă
Reputația lui Mayer începea să se construiască și o apariție în martie 2000 la South by Southwest l-a adus în atenția casei de discuri Aware Records. După ce l-au inclus în concertele festivalului Aware și după ce melodiile sale au fost incluse în compilațiile acestora, la începutul anului 2001, Aware i-a lansat albumul Room for Squares versiunea doar pentru internet. În acest timp, Aware a încheiat o înțelegere cu Columbia Records, ce îi permitea Columbia să aleagă din artiștii Aware și să semneze contracte cu ei, astfel că în luna septembrie a aceluiași an, Columbia a remixat și a relansat albumul Room for Squares. Ca parte din importantul debut, albumul a fost actualizat și piesa “3x5” a fost adăugată. Relansarea a inclus și versiunile de studio ale primelor patru piese de pe albumul lui indie, Inside Wants Out.
Până la sfârșitul anului 2002, Room For Squares a dat naștere mai multor hit-uri la radio, precum „No Such Thing”, „Your Body Is a Wonderland”, și în cele din urmă „Why Georgia”. În 2003, Mayer a câștigat premiul Grammy „Cea Mai Bună Interpretare Vocală Masculină” pentru piesa „Your Body Is a Wonderland”. În discursul de acceptare al premiului el remarcă: „Acest premiu a venit foarte, foarte repede și promit să prind din urmă.” De asemenea, s-a referit la modul figurat la el însuși ca având șaisprezece ani, o remarcă ce mulți au interpretat-o greșit, crezând că el avea șaisprezece ani în acel moment.
În 2003, Mayer a lansat un CD și un DVD live a concertului din Birmingham, Alabama, intitulat Any Given Thursday. În acest concert au fost interpretate și melodii neînregistrate precum „Man On The Side” (scrisă împreună cu Cook) și „Something's Missing ”, ce a apărut mai apoi pe albumul Heavier Things. De asemenea, în concert a fost inclusă și piesa „Covered In Rain”. Conform documentarului însoțitor de pe DVD, această melodie este partea a doua a cântecului „City Love”, care conține versul „covered in rain”. Comercial, albumul a ajuns foarte repede pe locul 17 în topurile Billboard 200. CD/DVD-ul a primit laude rezervate, deși consistente, criticii neputându-se decide între imaginea sa de idol pop și talentul său din ce în ce mai pronunțat de a cânta la chitară. Erik Crawford (de la Allmusic) întreba: „Chiar este cântărețul de chitară dedicat care interpretează un cover după melodia lui Stevie Ray Vaughan, «Lenny», ori este idolul adolescenților după care țipă fetele când cântă «Your Body Is a Wonderland» ?”
Heavier Things, al doilea album al lui John, a fost lansat în 2003, acesta fiind primit favorabil. Revistele Rolling Stone, Allmusic și Blender au avut o opinie pozitivă, deși rezervată. PopMatters spunea că „nu are atâtea dezavantaje pe cât s-ar putea crede”. Albumul a avut succes din punct de vedere comercial și deși nu s-a vândut atât de bine precum Room for Squares, a ajuns pe locul 1 în topul US Billboard 200. Primul său single ce a ocupat numărul 1, „Daughters” a câștigat, de asemenea, în 2005, Grammy-ul „Cel Mai Bun Cântec al Anului”, învingându-i pe colegii concurenți Alicia Keys și Kanye West. El a dedicat acest premiu bunicii sale Annie Hoffman, care a murit în mai 2004. A câștigat, de asemenea, premiul „Cea Mai Bună Interpretare Vocală Masculină”, învingându-i pe Elvis Costello, Prince și Seal. Într-un interviu din data de 9 februarie 2009 la emisiunea lui Ellen DeGeneres, el a afirmat faptul că nu merita să câștige Grammy-ul „Cel Mai Bun Cântec al Anului”, deoarece melodia Aliciei Keys, „If I Ain't Got You”, a fost mult mai bună. Din această cauză, el a îndepărtat partea de deasupra a Grammy-ului și i-a dăruit-o Aliciei, păstrând partea de jos. La cea de-a 37-a Ceremonie Anuală de Intrare în Galeria Compozitorilor Muzicali Celebri, Mayer a primit premiul Hal David Starlight.
Mayer a înregistrat din nou concerte live în șapte nopți în timpul turneului său american din 2004. Aceste înregistrări au fost lansate în magazinul iTunes sub titlul de As/Is, indicând faptul că erorile au fost incluse împreună cu momentele bune. Câteva luni mai târziu, un CD best of a fost compilat din nopțile As/Is. Albumul includea un cover nelansat până atunci al cântecului lui Marvin Gaye, „Inner City Blues (Makes Me Wanna Holler)”, prezentând un solo al unui interpret din trupa lui Mayer, DJ Logic. Pe toate copertele albumelor As/Is sunt reprezentați iepurași antropomorfi.
Odată cu aparițiile sale publice tot mai dese, talentul lui Mayer a fost cerut și în alte domenii. Steve Jobs l-a invitat pe Mayer să cânte în timpul discursului-cheie al conferinței și expoziției anuale Macworld de la Apple, în ianuarie 2004, când Jobs a prezentat aplicația software GarageBand. Interpretarea l-a făcut pe Mayer să devină o parte componentă a evenimentului astfel că i s-a alăturat lui Jobs pe scenă pentru o altă interpretare la Macworld 2007, urmând anunțul pentru iPhone. Mayer a făcut, de asemenea, și reclame, precum cea de la Volkswagen pentru priza de chitară de la mașinile tip Beetle sau precum cea pentru BlackBerry Curve.

#### Schimbarea genului muzical
Mayer a început să colaboreze destul de frecvent cu artiști din afara genului său muzical. El a apărut în melodia lui Common, „Go!” și în cea a lui Kanye West, „Bittersweet Poetry”. În urma acestor colaborări, Mayer a primit laude din partea „greilor” industriei hip-hop Jay-Z și Nelly. Întrebat în legătură cu prezența lui în comunitatea hip-hop-ului, Mayer a răspuns: „Pentru mine, nu mai există acum conceptul de muzică. De-aceea, hip-hop-ul este acolo unde rock-ul obișnuia să fie. ”
În 2004, după ce cei trei au văzut filmul „Ray” împreună, Kanye West și Mayer i s-au alăturat lui Common înapoi în studio. Mayer a contribuit cu ideea de bază a cântecului Go! – fanteziile – și a experimentat acest tip de muzică, vocea lui fiind înregistrată pe track.
Cam în acea perioadă, Mayer a început să arate o schimbare în interesele sale muzicale, anunțând că “închide capitolul de sensibilitate acustică”. În 2005 a început o serie de colaborări cu artiști ai muzicii blues precum Buddy Guy, B.B. King, Eric Clapton precum și cu artiștul jazz John Scofield. A mers în turneu cu celebrul pianist de jazz Herbie Hancock, ceea ce a inclus și un show la festivalul de muzică Bonnaroo din Manchester, Tennessee. Aceste colaborări au adus înregistrări cu unii dintre ei, și anume: Eric Clapton (Back Home, Festivalul Crossroads Guitar), Guy (Bring 'Em In), Scofield (That's What I Say) și B.B. King (80). Deși Mayer și-a menținut reputația de a fi un cântăreț și un compozitor sensibil, el a câștigat și distincții ca și chitarist realizat, influențat de artiștii de mai sus dar și de Eric Johnson, Jimi Hendrix, Stevie Ray Vaughan, Eric Clapton, Tommy Herman, Robert Cray și Freddie King.

#### John Mayer Trio
Primul single, „Who Did You Think I Was?” accentuează din punctul de vedere al versurilor decizia lui Mayer de a face tranziția de la genul pop acustic la blues, cu versuri precum „Got a brand new blues that I can't explain”. Această melodie conține un solo extins de chitară electrică.
În primăvara anului 2005, Mayer a format John Mayer Trio cu basistul Pino Palladino și bateristul Steve Jordan, cu care se mai întâlnise în sesiuni de studio anterioare. Trio-ul cânta o combinație între blues și rock. În octombrie 2005, trio-ul a deschis un concert pentru The Rolling Stones, în timpul unui tur al cluburilor cu toate biletele vândute și în luna noiembrie a aceluiași an, au lansat un album live, intitulat Try!. Trupa a luat o pauză de la mijlocul anului 2006. În septembrie 2006, Mayer a anunțat că trio-ul are planuri de a începe lucrul la un viitor album de studio.

#### Continuum
Al treilea album al lui John Mayer, intitulat Continuum, a fost lansat pe 12 septembrie 2006 și a fost produs de Mayer și Steve Jordan. Mayer a sugerat că albumul a fost destinat să combine muzica lui pop cu sunetul și sensibilitatea muzicii blues. În acest sens, două dintre melodiile de pe albumul Try! ale triou-lui, „Vultures” și „Gravity” au fost incluse în Continuum.
Primul single al albumului a fost „Waiting on the World to Change”, care a debutat la The Ron and Fez Show. Piesa a fost a treia cea mai descărcată piesă a săptămânii în magazinul iTunes în urma lansării sale pe 11 iulie 2006, debutând pe locul 25 întopul Billboard Hot 100.
Pe 23 august 2006, Mayer a lansat întreg albumul la radio-ul Star 98.7 din Los Angeles, comentând fiecare melodie în parte. O versiune ulterioară a fost lansată următoarea zi pe site-ul Clear Channel Music. Pe 21 septembrie 2006, Mayer a apărut la CSI: Crime Scene Investigation, interpretând melodiile „Waiting on the World to Change” și „Slow Dancing in a Burning Room”. Piesa „Gravity” a fost prezentată în serialul de televiziune „House MD” în episodul „Cane & Able”. A înregistrat o  ședință pentru emisiunea britanică „Live from Abbey Road” la studio-urile din Abbey Road pe data de 22 octombrie 2006.
Pe 7 decembrie 2006, Mayer a fost nominalizat pentru 5 premii Grammy, incluzând și „Albumul Anului”. John Mayer Trio a primit de asemenea o nominalizare pentru albumul lor, Try!. El a câștigat două premii: „Cel Mai Bun Cântec Pop” pentru „Waiting on the World to Change” și „Cel Mai Bun Album Pop” pentru „Continuum”.
Mayer a remixat single-ul său „Waiting on the World to Change” într-o versiune acustică, cu puțin ajutor din partea colegului său, Ben Harper, pentru partea vocală. În timpul pregătirii albumului Continuum, Mayer a închiriat studio-ul Village Recorder din Los Angeles pentru a înregistra cinci versiuni acustice demo ale unor melodii de-ale sale cu muzicianul veteran Robbie McIntosh. Aceste înregistrări au devenit The Village Sessions, un EP lansat pe 12 decembrie 2006. Ca de obicei, Mayer a supravegheat partea grafică a albumului.
Mayer a apărut pe coperta revistei Rolling Stone (numărul 1020) în februarie 2007, împreună cu Joe Frusciante și Derek Trucks. A fost declarat unul din “noii zei ai chitarei”, iar revista l-a poreclit „Slowhand Jr.”, făcând referință la Eric Clapton. În plus, a fost selectat de editorii revistei Time printre cei mai influenți 100 de oameni ai anului 2007, printre alți artiști și entertaineri.
Pe data de 20 noiembrie 2007, reeditarea albumului Continuum a devenit disponibilă online și în magazine. Albumul conținea un disc bonus pe care se aflau șase cântece live din turul său din 2007: cinci de pe albumul Continuum și un cover al melodiei lui Ray Charles, „I Don't Need No Doctor”. Noul său single, „Say”, a devenit, de asemenea, disponibil pe iTunes. Pe 6 decembrie 2007, melodia “Belief” a fost nominalizată pentru premiul „Cea Mai Bună Interpretare Vocală A Unui Artist Pop Masculin” la cea de 50-a Gală Anuală a Premiilor Grammy. El a acompaniat-o la ceremonie pe Alicia Keys la chitară pentru cântecul ei, „No One”.
În februarie 2008, Mayer a găzduit un eveniment de trei zile pe o croazieră în Caraibe ce includea interpretări ale diverșilor artiști precum David Ryan Harris, Brett Dennen, Colbie Caillat și Dave Barnes. Evenimentul a fost numit „Portavionul Mayer” și a fost ținut la bordul navei de croazieră sub numele „Carnavalul Victoriei”. O croazieră ce a urmat, numită „Portavionul Mayer 2”, a ridicat ancora din Long Beach, California, între 27 și 31 martie 2009, în timpul Carnavalului Splendorii.
Pe 1 iulie 2008, Mayer a lansat Where the Light Is, filmul unui concert live de-al său la Nokia Theatre L.A. din 8 decembrie 2007. Filmul a fost regizat de Danny Clinch. Conține un set de melodii acustice, precum și un set cu John Mayer Trio, urmat de un set cu trupa lui John din timpul albumului Continuum. Materialele bonus de pe DVD si de pe Blu-ray conțin video-uri cu Mayer în culise și cântând în aer liber pe Mulholland Drive.
Artistul australian Guy Sebastian l-a invitat pe Mayer să colaboreze la trei din cântecele de pe albumul său din 2009, Like It Like That. Mayer a cântat la chitară și pentru piesa-titlu a LP-ului de debut al lui Crosby Loggins, Time To Move, lansat pe 10 iulie 2009.
Pe 7 iulie 2009, Mayer a interpretat o versiune instrumentală de chitară a melodiei lui Michael Jackson, „Human Nature”, la serviciul funerar televizat al lui Jackson.

#### Battle Studies
Pe 17 noiembrie 2009, cel de-al patrulea album de studio al lui Mayer, Battle Studies, a fost lansat, debutând pe locul 1 în topul albumelor US Billboard 200. Albumul conține 11 piese cu un timp total de 45 de minute. Primul single al albumului, „Who Says”, a fost lansat pe 24 septembrie 2009 (înaintea albumului), fiind urmat de single-ul „Heartbreak Warfare” pe 19 octombrie și de single-ul „Half of My Heart” pe 21 iunie 2010. În ciuda succesului comercial al albumului, criticile erau amestecate cu laudele; în timp ce anumite recenzii erau pozitive, numindu-l “cel mai aventuros” album al său, alții îl considerau “fără riscuri”, notând că “Mayer cântărețul/compozitorul și Mayer omul de oraș par uneori deconectați, ca și cum nici nu ar aparține aceluiași corp.”
Mayer a admis în revista Rolling Stone că nu credea că Battle Studies este unul din cele mai bune albume ale sale.
În urma mult controversatelor interviuri din revistele Playboy și Rolling Stone despre Jessica Simpson și Jennifer Aniston, Mayer s-a retras din viața publică. El a explicat mai târziu în emisiunea lui Ellen DeGeneres: „Mi-am pierdut capul pentru puțin timp și am dat două interviuri stupide și asta m-a trezit oarecum. Era o perioadă foarte ciudată și m-a catapultat oarecum în perioada de maturitate. A fost o aruncare violentă în viața de adult. În acești doi ani, mi-am dat seama de tot și sunt bucuros că am reușit să stau în afara reflectoarelor.”

#### Born and Raised
Continuarea la Battle Studies a fost numită Born and Raised și urma să fie lansată în octombrie 2011.
Pe 16 septembrie 2011, Mayer a postat pe blogul său că lansarea noului său album, Born and Raised, va fi întârziată din cauza unui granulom descoperit în gâtul său, acesta fiind situat lângă corzile vocale și este tratabil. Mayer a descris aceasta ca o „problemă ce întârzie puțin lucrurile” și că înregistrarea și mixarea albumului era complet terminată, făcând excepție câteva piese vocale, lansarea albumului fiind stabilită pentru începutul anului 2012. El spunea: „Am făcut o mulțime de tratamente, precum cel împotriva refluxului gastro-esofagian și nu a funcționat, așa că am intrat în pauză vocală. Fără alcool. Fără mâncare condimentată. Fără vorbit. În majoritatea lunii septembrie nu am vorbit mai deloc. Am avut o tastatură Bluetooth și cineva avea un iPad să citească ceea ce tastam. Trebuia să arăt cu degetul pe meniuri la restaurante. Lumea se uita la mine ca și cum aș fi fost nebun.”
Pe 20 octombrie 2011, Mayer le-a povestit fanilor despre tratamentul său asupra granulomului, anunțând că „am fost operat în această dimineață ca să-l îndepărtez și acum sunt în pauză vocală totală pentru o lună sau mai mult”, timp în care plănuiește: „să călătoresc prin țară, să privesc și să ascult”.
Primul single de pe Born and Raised, numit „Shadow Days”, a fost lansat pe 27 februarie 2012. A doua zi, Mayer a lansat lista melodiilor de pe album și a anunțat că albumul va fi lansat pe 22 mai 2012. El îl descrie ca fiind „cel mai onest” album al său.
Pe 9 martie 2012, Mayer a anunțat pe blogul său că, din cauza revenirii unei probleme grave la gât, a fost forțat să-și anuleze turneul și să se oprească din a cânta pe o perioadă indefinită. Deoarece operația la care fusese supus în octombrie 2011 nu a mers cum a fost așteptat, Mayer a spus ca va fi nevoit să recurgă la o altă operație.

## Alte proiecte

#### Filantropism
În 2002, Mayer a deschis fundația „Back To You”, o organizație nonprofit care se axează pe strângerea de fonduri pentru diferite domenii: sănătate, educație, artă și dezvoltarea talentelor. Aceasta se realizează prin licitarea unora din obiectele lui John, precum pene de chitară, tricouri și CD-uri semnate, făcute disponibile pe site-ul de licitații al lui Mayer. Ele au avut succes, unele obiecte fiind vândute la un preț de peste șaptesprezece ori mai mare decât valoarea lor reală.
Mayer a participat pe 7 iulie 2007 la proiectul Live Earth în East Rutherford, New Jersey, un raliu muzical pentru informarea în legătură cu încălzirea globală. El și-a transformat autobuzul pentru turnee într-unul cu motor pe bază de bio-combustibil.
Mayer a participat la un număr de binefaceri și teledonuri pentru caritate de-a lungul întregii sale cariere. Ca răspuns la masacrul de la Politehnica din Virginia, Mayer (împreună cu Dave Matthews Band, Phil Vassar și Nas) a ținut un concert gratuit pe stadionul Lane al Politehnicii din Virginia în data de 6 septembrie 2007. Pe 8 decembrie 2007, Mayer a găzduit prima ediție a Show-ului de Caritate, o tradiție ce a continuat în fiecare an. Organizațiile care au beneficiat în urma acestor concerte au fost Toys for Tots, Inner City Arts și Los Angeles Mission. Ambele CD-uri/DVD-uri ale primului concert au fost lansate în iulie 2008 sub numele Where the Light Is. Nu s-a anunțat dacă profiturile DVD-ului vor fi donate sau nu. Mayer a avut o apariție la Songs for Tibet: The Art of Peace, o inițiativă a celebrităților de a sprijini Tibetul și cel de-al paisprezecelea Dalai Lama, Tenzin Gyatso.

#### Design
“Actualmente, sunt foarte interesat de pantofii sport la nivel de design. Am făcut o mare pasiune pentru design acum..Îmi place să desenez lucruri. Vreau să zic, uită de Grammy-uri, cel mai mare vis al meu este să fiu capabil să desenez un Air Max.” 
Într-un interviu din revista Rolling Stones, Mayer și-a amintit că, după ce fostul director al Columbia Records, Don Ienner, a criticat sever Continuum, i-a trecut prin cap ideea de a părasi muzica pentru a se dedica studiului design-ului. În 2003, Martin Guitars i-au dat lui Mayer propriul său model de chitară acustică, numită OM-28 John Mayer. Au fost create numai 404 astfel de chitare, după codul poștal al unei zone din Atlanta. Acest model a fost urmat de lansarea a două chitare electrice Stratocaster marca Fender, începând din 2005. O a treia Stratocaster, finisată în vopsea metalizată de un negru-cărbune și cu o dungă de curse, a fost lansată, de asemenea, într-un număr limitat, de numai 100 de chitare. În ianuarie 2006, Martin Guitars a lansat chitara acustică Martin OMJM John Mayer. Această chitară a fost creată cu multe din atributele Martin OM-28 John Mayer, dar cu un preț mult mai accesibil. În august 2006, Fender a început să producă seria a doua de Stratocaster semnate John Mayer. Modelul auriu a fost înlocuit cu noul model Olympic alb cu componente verde mentă și părți din plastic crem.
În ianuarie 2007, Two Rock a colaborat cu Mayer pentru crearea unor amplificatoare cu design făcut la comandă. Numai 25 au fost făcute disponibile, toate semnate de Mayer însuși. În iunie 2007, a fost lansată o chitară cu motivul albumului Continuum ce se repetă pe întreaga suprafață a acesteia, la fel ca și alte 500 de Stratocaster Fender Cypress-Mica, semnate John Mayer, incluzând ediția limitată Cypress-Mica cu husele de concert pentru chitară INCSvsJM, la care Mayer a colaborat cu Incase Designs. În 2006, se estima că Mayer deține mai mult de 200 de chitare în colecția sa personală. În 2010, Fender a anunțat că va produce modelul de chitară al lui Mayer, „The Black One”.

#### Scrisul
Începând cu 1 iunie 2004, în revista Esquire, Mayer a început un editorial numit „Lecții de muzică cu John Mayer”. Fiecare articol prezenta o lecție și punctul lui de vedere (deseori plin de umor) asupra diferitelor subiecte de interes atât personal, cât și popular. În numărul din august 2005, și-a invitat cititorii să compună muzică pentru versuri scrise de el. Câștigătorul a fost Tim Fagan din L.A., așa cum a fost anunțat în numărul din ianuarie 2006.
Mayer este activ online, menținând patru bloguri: o pagină de MySpace, un blog pe site-ul său oficial, un altul pe Honeyee.com și unul pe tumblr.com. Deține, de asemenea, un blog foto pe StunningNikon.com și o pagină de Twitter, fiind una din persoanele cu cei mai mulți fani (3 milioane de followeri în ianuarie 2010). Deși postările sale se leagă deseori de cariera sa, ele conțin și glume, clipuri video, fotografii, principiile și activitățile sale; deseori, ele se întrepătrund ca și conținut.
Este remarcat pentru faptul că postează singur pe blogurile sale și nu folosește un publicist. Pe 23 ianuarie 2008, a postat un desen ce spunea: „Pregătit & Șters de praf & Conștient & Gata de muncă”, urmat de citatul „Există pericol în speculația teoretică a bătăliei, în prejudecată, în raționamentul fals, în lauda de sine. Nu există decât o singură resursă sigură, și anume întoarcerea la natură”; toate postările anterioare au fost șterse.
La mijlocul anilor 2000, a început să facă sporadic stand-up comedy, prin apariții la întâmplare la faimosul Comedy Cellar din New York sau în alte locații. A declarat că aceasta l-a ajutat să scrie mai bine, dar atenția foarte crescută din partea mass-mediei l-a făcut prea atent la tehnica sa.
A compus „World of Chance” împreună cu Demi Lovato pentru cel de-al doilea album al ei, „Here We Go Again”.

#### Televiziune
În 2004, Mayer a prezentat o emisiune specială de o jumătate de oră pe VH1, numită „John Mayer are un show TV”, cu farse precum purtatul unui costum de urs în timp ce necăjea persoane în parcarea din afara unuia din concertele sale. Rețeaua americană de televiziune CBS a anunțat pe 14 ianuarie 2009 că este în negocieri cu Mayer pentru o emisiune de varietăți; poate fi lansat ca o emisiune specială sau ca una obișnuită. Într-un interviu cu revista Rolling Stone, postat online pe 22 ianuarie 2010, Mayer a confirmat că emisiunea, numită tot „John Mayer are un show TV”, e în desfășurare și se angajează personal. El a descris conceptul ca „un show în care se interpretează muzică de cea mai înaltă calitate, pe care pot să îl conduc și eu puțin. Este despre un întreg arsenal de artiști făcuți să arate bine și să sune bine”.
Mayer a apărut în numeroase talk-show-uri și alte emisiuni, cele mai notabile fiind o parodie la emisiunea Chappelle's Show, o apariție în episodul final din Late Night with Conan O'Brien cât și una la Late Night with David Letterman. A apărut, de asemenea, alături de Rob Dyrdek în show-ul de la MTV, „Rob Dyrdek's Fantasy Factory”. Mayer a scris cântecul de generic pentru show-ul „Rollin' with Zach” de pe canalul OWN.

## Turnee
Mayer a mers în turneu cu numeroase trupe și muzicieni, incluzând Maroon 5, Guster, Howie Day, Mat Kearney, Counting Crows, Ben Folds, The Wallflowers, Teitur, Brett Dennen, Sheryl Crow, Colbie Caillat, Train, Ellie Goulding, OneRepublic și Paramore. Crow și Mayer, care tocmai ce apăruseră împreună pe soundtrack-ul animației „Mașini”, au fost principalii interpreți ai unui turneu între august și octombrie 2006. În 2007, Mayer a pornit în turneu în Europa, sperând să aibă la fel de mult succes în străinătate precum cel de care se bucură în America de Nord. Turneul inițial nord-american Continuum s-a încheiat în data de 28 februarie 2007, cu un show la Madison Square Garden, performanță declarată de New York Post ca fiind “punctul culminant al carierei sale”. În 2010, Mayer și Keith Urban au cântat la unul din concertele CMT Crossroads, unde cei doi au interpretat un potpuriu din cântecele lor împreună, dar și un single de-al lui George Michael, „Faith”. Aceasta i-a făcut pe Mayer și Urban să se reunească pentru interpretări viitoare, incluzând Premiile Muzicale CMT din 2010.
Mayer permite înregistrarea audio a multora din concertele sale live, precum și schimbul non-comercial al acestor înregistrări. El face acest lucru pentru a le oferi fanilor săi oportunitatea de a retrăi experiența, cât și pentru a încuraja interacțiunea dintre ei.
Mayer își face deseori apariția în localuri mici neanunțat (sau anunțând cu puțin timp înainte) pentru concerte surpriză – deseori gratis sau neacceptând plata. A apărut peste tot în zone din L.A., Atlanta și New York, incluzând The Laugh Factory, Eddie's Attic și Village Underground. Una din ultimele sale astfel de apariții a fost pe 8 ianuarie 2011 la Hotel Cafe, unde a cântat 7 cântece noi nelansate până atunci. În 2004, după ce fusese rugat în numeroșii ani care au trecut, a cântat pentru 1000 de studenți la Balul Absolvenților de la Liceul Pennsbury. Wonderland, o carte scrisă de Michael Bamberger, descrie faimosul bal și interpretarea lui John.

#### Membrii trupei din turnee
Membri actuali
- David Ryan Harris – chitară, backing vocals (2003-prezent)
- Sean Hurley – chitară bas, backing vocals (2008-present)
- Chuck Leavell – clape (2011-present)
- Aaron Sterling – tobe (2011-prezent)

Foști membri
- Bob Reynolds – saxofon, fluier (2006-2008, 2010)
- Robbie McIntosh – chitară, chitară slide, backing vocals (2006-2010)
- Pino Palladino – chitară bas (2010)
- Keith Carlock – tobe, percuție (2010)
- David LaBruyere – chitară bas (1999-2008)
- Nir Z – tobe (2001)
- Matt Mangano – chitară (2001)
- Matt Johnson – tobe (2002)
- Stephen Chopek – tobe, percuție (2001-2002)
- Michael Chaves – chitară, clape, backing vocals (2001-2005)
- Kevin Lovejoy – clape (2003-2004)
- Erik Jekabsen – trompetă, corn (2003-2004)
- Chris Karlic – saxofon, fluier (2003-2005)
- J.J. Johnson – tobe (2003-2005, 2006-2008)
- Onree Gill – clape (2004-2005)
- Chuck McKinnon – trompetă, corn (2004-2005)
- Keith Carlock – tobe, percuție (2010-2011)
- Ricky Peterson – clape, orgă, backing vocals (2006-2007)
- Charlie Wilson – clape (2009-2011)
- Tim Bradshaw – clape, orgă, chitară slide, backing vocals (2007-2008)
- Kenna Ramsey – backing vocals (2009-2010)
- Melanie Taylor – backing vocals (2009-2010)
- Steve Jordan – tobe, percuție, backing vocals (2003, 2005-2006, 2009-2010)
- Brad Mason – trompetă, corn (2006-2008)

## Viața personală
Mayer are câteva tatuaje, precum „Home” și „Life” (asemeni titlului cântecului) pe spatele brațelor stâng și drept, respectiv „77” (anul nașterii sale) pe partea stângă a pieptului său și un pește koi pe umărul său drept. Întreg brațul său stâng este acoperit într-un tatuaj mânecă, pe care l-a obținut treptat și a fost terminat în aprilie 2008; include „SRV” (pentru idolul său, Stevie Ray Vaughan) pe umăr, un dreptunghi decorat pe biceps, un dragon pe interiorul brațului și alte design-uri florale. În 2003, și-a tatuat trei pătrate pe antebrațul drept, pe care, a explicat el, le va umple cu timpul.
Mayer este un practicant de Krav Maga. Este un colecționar avid de ceasuri și deține astfel de obiecte în valoare de zeci de mii de dolari. Mayer are, de asemenea, o colecție imensă de pantofi sport estimată (în 2006) la mai mult de 200 de perechi.
Părinții lui Mayer au divorțat pe 27 mai 2009. După aceasta, Mayer și-a mutat tatăl într-un azil din L.A..
În septembrie 2011, conform unui articol din revista Rolling Stones, Mayer a descoperit un granulom în gâtul său ce trebuie tratat chirurgical – aceasta l-a făcut să-și anuleze diverse show-uri planificate.
Mayer și-a vândut casa din suburbiile orașului Los Angeles în 2011. El și-a vândut recent, de asemenea, apartamentul din cartierul SoHo din New York și, în urma operației la gât, s-a mutat în Montana unde și-a achiziționat o casă.

#### Relații
Relațiile sale cu celebrități de prim-rang au condus la reputația sa de „afemeiat”.
Mayer s-a întâlnit o scurtă perioadă de timp cu Jennifer Love Hewitt în 2002. Într-o emisiune la Hollywood Laugh Factory în mai 2006, el a spus că ei nu și-au consumat relația; el a spus mai târziu că i-a cerut imediat scuze lui Jennifer pentru remarca imorală. Mayer a avut o relație de aproximativ nouă luni cu Jessica Simpson, începând cu mijlocul anului 2006. Zvonurile au început să circule în luna august cu un articol în revista People, dar au ajuns la punctul culminant când Mayer și Simpson și-au petrecut împreună vacanța de Anul Nou în New York la petrecerea Christinei Aguilera. Când Ryan Seacrest l-a întrebat pe Mayer pe covorul roșu al Premiilor Grammy din 2007 despre relația cu Jessica Simpson, acesta a răspuns în japoneză. În ciuda unor conflicte inițiale în legătură cu traducerea, el a spus: „Jessica este o femeie încântătoare, și sunt bucuros să fiu împreună cu ea.” Totuși, cuplul s-a despărțit în mai 2007. El a început o relație cu actrița Minka Kelly în septembrie 2007, dar s-au despărțit până la sfârșitul anului. Mayer a avut o relație cu Jennifer Aniston începând în aprilie 2008, dar Mayer a încheiat-o în luna august a aceluiași an. Ei au reluat relația în octombrie 2008, dar s-au despărțit în martie 2009. El a avut, de asemenea, și cu Taylor Swift o relație romantică începând cu sfârșitul anului 2009 și până în iunie 2010. Ei au înregistrat împreună cântecul Half of My Heart”. Ea a compus un cântec despre relația ei cu el, „Dear John”, care apare pe albumul ei din 2010, Speak Now. În iunie 2012, Mayer a criticat cântecul, zicând: „O să spun ca și compozitor că asta e un fel ieftin de a scrie cântece.”
Relația lui Mayer cu Jessica Simpson a coincis cu câteva schimbări în comportamentul său ce au dus la o expunere crescută în tabloide. Înainte de asta, Mayer și-a exprimat decizia de a evita complet drogurile, alcoolul, clubbing-ul, evenimentele de pe covorul roșu, relațiile cu celebritățile și orice altceva ce l-ar putea distrage de la concentrarea asupra muzicii sale. Totuși, în anumite interviuri, Mayer a făcut aluzie la experimentarea unei crize extreme de anxietate când avea 20 de ani ceea ce l-a motivat să fie mai puțin singuratic. El a spus mai târziu că a realizat că „dacă voia să mai fie cu Jessica, trebuia să se maturizeze” și să nu-i mai fie frică fără prezența chitarei lângă el. El a numit relația lui cu Jessica „napalm sexual” și a spus că ea are puterea de „a(-i) schimba principiile de viață”. A început să apară în cluburi din Los Angeles și New York (unde le făcea farse paparazzilor), iar într-un interviu din revista Rolling Stone din 2006, a menționat pentru prima oară că începuse să consume marijuana.

#### Controversa interviului din revista Playboy
În aprilie 2010, Mayer a dat un interviu controversat cu revista Playboy, în care făcea referiri explicite despre fostele sale iubite, Jessica Simpson și Jennifer Aniston. A fost pretins faptul că o remarcă pe care el a făcut-o a fost rasistă. El și-a cerut scuze pe Twitter pentru folosirea cuvântului „nigger”, spunând: „A fost arogant din partea mea să cred că pot «intelectualiza»...un cuvânt atât de încărcat din punct de vedere emoțional”. El și-a cerut scuze din tot sufletul, de asemenea, trupei și fanilor săi la un concert din Nashville, târziu în acea noapte. Mayer a fost poreclit „rasist din greșeală” de către comedianul Kumail Nanjiani.

## Discografie solo
- Room for Squares (2001)
- Heavier Things (2003)
- Continuum (2006)
- Battle Studies (2009)
- Born and Raised (2012)
- Paradise Valley (2013)
- The Search for Everything (2017)
- Sob Rock (2021)